# 巴赫馬奇 (村莊)
51°11′51″N 32°46′26″E / 51.19750°N 32.77389°E
巴赫馬奇（烏克蘭語：Бахмач，羅馬化：Bakhmach，發音：[ˈbɑxmɐtʃ] ⓘ）是烏克蘭北部切爾尼戈夫州尼任區巴赫马奇市镇内的村庄。始建於1147年，面積7.47平方公里，海拔高度144米，2006年人口3,009，人口密度每平方公里400人。